# Contes d'Osaka
Pour plus de détails, voir Fiche technique et Distribution.
Contes d'Osaka (大阪物語, Ōsaka monogatari) est un film dramatique japonais réalisé par Jun Ichikawa et sorti en 1999. Le film se déroule dans le milieu du manzai à Osaka.

## Synopsis
Harumi et Ryūsuke sont mariés et forment un duo comique modeste qui se produit dans des théâtres populaires d'Osaka. En proie à des querelles incessantes, le couple divorce et Ryūsuke disparaît. Sa fille Wakana, âgée de 14 ans, part à sa recherche et fait la rencontre de personnes qui ont connu son père.

## Fiche technique
- Titre : Contes d'Osaka[2]
- Titre original : 大阪物語 (Ōsaka monogatari?)
- Réalisation : Jun Ichikawa
- Scénario : Isshin Inudō
- Photographie : Tatsuhiko Kobayashi et Takahiro Tsutai (ja)
- Montage : Yukio Watanabe
- Musique : Tomoyuki Asakawa (ja)
- Décors : Osamu Yamaguchi
- Son : Yasuo Hashimoto (ja)
- Producteurs : Tetsuo Satonaka
- Sociétés de production : Kindai Eiga Kyokai (en) et Yoshimoto Kogyo Company
- Pays de production :  Japon
- Langue originale : japonais
- Format : couleur - 1,85:1 - 35 mm
- Genre : drame
- Durée : 119 minutes[3]
- Dates de sortie :
  - Japon : 27 mars 1999[3],[4]

## Distribution
- Chizuru Ikewaki : Wakana Shimotsuki
- Kōsuke Minamino : Tōru
- Kenji Sawada : Ryūsuke Shimotsuki
- Yūko Tanaka : Harumi Shimotsuki
- Chōchō Miyako (ja) : Kana Shigeta
- Keisuke Nakao : Ichiro Shimotsuki
- Asako Kobayashi (ja) : Taeko

## Accueil
Il a été choisi sixième meilleur film au 21e Festival du film de Yokohama.

## Récompenses et distinctions
Sauf indication contraire, les informations mentionnées dans cette section peuvent être confirmées par la base de données cinématographiques IMDb,  présente dans la section « Liens externes ».
- 1999 : Hōchi Film Award de la meilleure nouvelle actrice pour Chizuru Ikewaki[6]
- 2000 : prix de la meilleure nouvelle actrice pour Chizuru Ikewaki aux Japan Academy Prize[7]
- 2000 : prix Kinema Junpō de la meilleure nouvelle actrice pour Chizuru Ikewaki[8]
- 2000 : prix du Mainichi du meilleur son pour Yasuo Hashimoto (ja) et grand prix Sponichi du nouveau talent pour Chizuru Ikewaki[9]
- 2000 : prix du meilleur nouveau venu pour Chizuru Ikewaki au Festival du film de Yokohama[10]